# Kolab
Kolab ist eine freie Groupware (kollaborative Software). Sie besteht aus dem Kolab-Server und den dazugehörigen Schnittstellenimplementationen in einer ganzen Reihe verfügbarer Kolab-Clients.
Dabei baut Kolab auf der Software und den Konzepten auf, die durch den Kroupware Contract und das Kolab Format festgelegt wurden.
Kolab entstand durch einen Auftrag vom  Bundesamt für Sicherheit in der Informationstechnik als ein Konsortium aus den drei Unternehmen Erfrakon, Intevation und Klarälvdalens Datakonsult, eine auf Open Source beruhende und auch Linux mit KDE einbindende Groupware zu entwickeln. Im Februar 2010 übernahm die Kolab Systems AG die Koordination des Supports und der Entwicklung. Diese AG in der Schweiz wurde von der schwedischen Klarälvdalens Datakonsult AB mitgegründet.

## Grundlegende Konzepte
Die besondere Kolab zugrundeliegende Idee ist, einen IMAP-Server nicht nur für E-Mail, sondern auch für Adressbucheinträge (Kontakte) und Kalendereinträge (Termine) zu verwenden. Diese Einträge werden in besonderen IMAP-Verzeichnissen gespeichert; der IMAP-Server verwaltet Zugriffsrechte (ACLs), sowie die Client-Synchronisation, auch von gemeinsam und gleichzeitig durch mehrere Clients und Benutzer verwendeten IMAP-Verzeichnissen. Die Konfiguration und Verwaltung eines Kolab Servers erfolgt dabei weitgehend unter Verwendung von LDAP.
Kolab-Clients und -Server verwenden gut etablierte Standards: u. a. vCard, iCal, XML, IMAP und LDAP. Dieser Satz von Standards für Protokolle und Formate, der im offenen Kolab Format spezifiziert ist, erlaubt es (vollständig oder auch nur in Teilen implementiert) verschiedenen PIM-Anwendungen zum Austausch von Groupware-/PIM-Daten zu dienen.
Die Konzepte, auf denen Kolab beruht, sind für Kolab 2 in der Kolab Format Specification und dem Architecture Paper, sowie für Kolab 1 im Kroupware Contract, Architecture Paper und der Technical Description festgehalten.

## Hauptversionen und Entwicklungsmodell
Im Januar 2013 erschien die Hauptversion Kolab 3.0, in der Horde ersetzt und Roundcube standardmäßig als Web-Interface eingesetzt wurde. Über diese Webschnittstelle können Nutzer ihre E-Mails, Termine, Aufgaben und Kontakte verwalten.
Im Dezember 2013 veränderte Kolabsys dann das Entwicklungsmodell und veröffentlichte die Groupware-Suite Kolab in der Version „Enterprise 13“. Die Version 13 basierte auf dem im November 2013 freigegebenen Kolab.org 3.1, so dass es keine Hauptversionen mit den Nummern 4 bis 12 gab. Die Entwicklung sollte ab 2013 als Open-Source-Projekt mit der Groupware-Suite Kolab.org als Community-Edition vorangetrieben werden. Auf der Community-Edition sollte dann das auf Unternehmenskunden ausgerichtete „Kolab Enterprise“ aufgebaut werden.
Die Version 16.1 von Kolab erschien im Januar 2016. Die Veröffentlichung der Version Kolab Enterprise 17 war für das erste Quartal 2017 geplant, wurde jedoch zugunsten einer „Winterfell“ genannten Vorabversion eingestellt. Das gleiche Schicksal traf auch die für das erste Quartal 2018 geplante Hauptversion mit der Versionsnummer 18. Im April 2020 war die Version 16.1 weiterhin die aktuelle Version.

## Haupteigenschaften

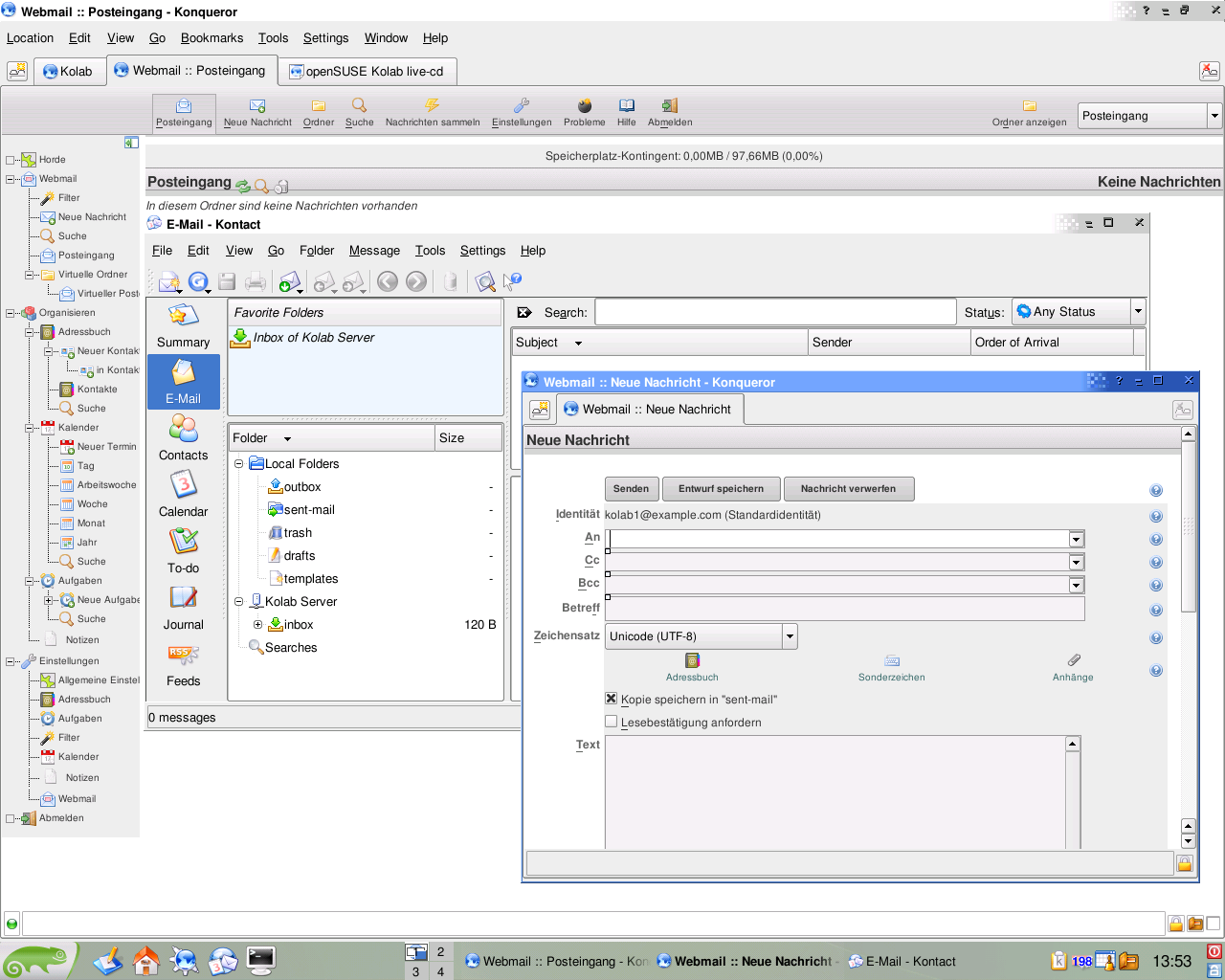
Screenshot von Horde-Webmail und Kontact

- 389 Directory Server als LDAP-Server zur Benutzerverwaltung
- Cyrus als Server für IMAP und POP
- SASL zur Authentifizierung
- Postfix als Mail Transfer Agent
- OpenSSL für Transport Layer Security
- Apache u. a. zur web-basierten Serververwaltung
- Aufgrund des offenen Kolab-Formats kann jeder PIM-Client („Personal Information Management“-Anwendungsprogramm, beispielsweise Microsoft Outlook oder Kontact) zum vollwertigen Kolab-Client erweitert werden
- Volle Offline-Fähigkeit, daher auch gute Benutzbarkeit ohne permanente Verbindung zum Kolab-Server (z. B. bei mobilen Clients) und Ausfallsicherheit der Clients bei Netzwerkproblemen oder Server-Ausfall
- Gleichzeitiger Zugriff mit unterschiedlichen Plattformen, z. B. Outlook (Windows), Kontact (Linux), Web-Browser (jede Plattform)
- Unterstützung clientseitiger OpenPGP- und S/MIME-E-Mail-Verschlüsselung
- Integrierter Spam- und Virenfilter mittels Amavis-new; SpamAssassin und ClamAV werden mitgeliefert, andere sind einfach integrierbar
- Standard-Backupmethoden (dateibasiert; kein Datenbank-Backup) der Benutzer- und Gruppendaten, da jede E-Mail, Aufgabe, Notiz sowie jeder Termin und Kontakt eine einzelne Datei ist
- Konfigurationsdaten befinden sich in einem LDAP-Verzeichnis
- Globales Adressbuch per LDAP
- Gruppenkontaktordner mit IMAP ACL
- Persönliche Kontakte/Adressen mit Freigabemöglichkeit
- Gruppenkalender mit IMAP ACL
- Persönlicher Kalender mit Freigabemöglichkeit
- Serverseitige Ressourcenverwaltung (Besprechungsräume, Autos etc.)
- Unterstützung von Vertreterregelungen und Abwesenheitsbenachrichtigungen
- Frei-/Belegt-Listen und erweiterte Frei-/Belegt-Listen
- Mehrfachstandorte (Slave-Server) mit schmalbandiger Anbindung möglich
- Clusterfähig mit OpenLDAP-Proxy und verteilten Mailboxen

## Kolab-Clients
- Der Referenz-Client ist Kontact, ein von KDE entwickelter Personal Information Manager. Kontact wird auch für das Betriebssystem Windows in der Version Kolab Kontact Enterprise 14 (Stand: Februar 2017) von Kolab Systems bereitgestellt (die enthaltene Version von KDE Kontact ist 4.13).[13]
- Unterstützung für Microsoft Outlook mit quelloffenen Plugin:
  - Kolab Sync for Outlook: kolab-outlook[14]
- Unterstützung für Mozilla Thunderbird/SeaMonkey und Mozilla Lightning mit SyncKolab[15][16][17]
- evolution-kolab[18] erweitert Gnomes Evolution und EDS (Evolution-Data-Server) zum vollwertigen Kolab-Client (integriert in GNOME/Evolution ab 3.4[19][20])
- Webfrontend auf der Basis von Roundcube (integriert in Kolab ab 3.0.0)[21]
  - (Horde als Webfrontend war Bestandteil von Kolab 2.2.x und 2.3.x[21])
- Unterstützung von SyncML-fähigen Geräten (z. B. Mobiltelefonen):
  - Das in Kolab 2.2.x und 2.3.x integrierte Horde stellte auch eine SyncML-Schnittstelle zum Austausch von PIM-Daten zur Verfügung[22].
  - Syncphony[23] (ursprünglich „kolab-sync“) arbeitet als Konnektor zwischen Kolab und einem Funambol Sync-Server, und erlaubt so allen von Funambol unterstützten Geräten mit einem Kolab-Server PIM-Daten auszutauschen.
- Kolab-WS[24] bietet die Kolab-Funktionalität als Webservice an. Kolab-WS war ursprünglich Bestandteil von Syncphony, das diesen Web-Service verwendet.
- Z-Push[25] erlaubt ActiveSync-fähigen Geräten mit einem Kolab-Server E-Mail und PIM-Daten zu synchronisieren (integriert in Kolab 2.3.x).
- Syncroton[26] ersetzt Z-Push seit Kolab 3.x und synchronisiert mit Geräten, die das ActiveSync-Protokoll unterstützen.
- Kolab-Android[27][28] ist ein weiterer Weg, Kalender und Kontakte von Android-basierten Geräten (z. B. Smartphones, Tablets) mit einem Kolab-Server zu synchronisieren.